# Rampieux
Rampieux é uma comuna francesa na região administrativa da Nova Aquitânia, no departamento Dordonha. Estende-se por uma área de 11,92 km². Em 2010 a comuna tinha 147 habitantes (densidade: 12,3 hab./km²).